# 受話方付費電話
受話方付費電話（英語：Toll-free），或称免費電話（Freephone），是電話費用由受話方而非發話方支付的一種特別電話號碼。大多數免費電話都是技術支援、銷售宣傳或免費售後服務熱線。

## 各地的免費電話服務
世界各國使用了不同的地區代碼來表示在其國家或地區的免費電話服務。各地之免費電話服務代碼已罗列如下：

### 亞洲
- 在中国大陆，免費電話的前綴是「800」，由十位數字組成。400免費電話的前綴是「400」，也由十位數字組成。然而，撥打400免費電話僅能免除國內長途費用，不能免除市內通話費用。
- 在香港，免費電話的前綴是「800」[1]。
- 在澳門，免費電話的前綴是「0800」。
- 在台湾，免費電話的前綴是「0800」或「0809」，接著六位數字，如0800-123456。根據申請人的需求，可以選擇是否接聽行動電話或國際來電。
- 在泰國，前綴是「1800」，接著六位數字（例如1800-123456）。固網電話的來電都是免費的，而電信公司AIS、CAT提供免費電話服務。目前DTAC尚未提供此服務，但預計將在2008年中期為用戶提供。[已过时]
- 在越南，前綴是「1800」，通常接著4到9位數字。所有「1800」號碼都是免費的，但並非所有電話號碼都能撥打這些號碼。
- 在日本，前綴「0120」、「0800」和「0077」是免費電話，當地稱為「免費撥號」（日語：フリーダイヤル，Free Dial）或「免費電話」（日語：フリーコール，Free Call）。
- 在馬來西亞，前綴是1800-xxxxxx，僅從固網電話撥打是免費的。當以行動電話撥打時則視作一般本地電話，費率由當地電信服務商各自訂定。
- 在印度，免費電話的前綴是「1800」，接著七位數字。
- 在印度尼西亞，免費電話的前綴是0 800，接著七位數字。
- 在以色列，免費電話的前綴是「1800」，接著六位數字。
- 在巴基斯坦，免費電話的格式是「0800-xxxxx」。
- 在菲律賓，免費電話的前綴是「1800」，接著一位、兩位或四位數字（例如8、10和1888），再接著四位或七位數字的電話號碼。
- 在土耳其，免費電話的前綴是「0800」。
- 在新加坡，免費電話的前綴是「1800」，接著七位數字。

### 歐洲
- 在歐盟，有免費提供關於歐洲的資訊的热线電話，數字是「00 800 6 7 8 9 10 11」（+800可以從手機使用）。

#### 東歐
- 在克羅地亞，免費電話的前綴是「0800」
- 在保加利亞，免費前綴是「一個五位數的數字」跟隨的0800（到現在，只有和 20XXX分配了數字）。
- 在塞爾維亞，前綴「800」后有6或7位数字号码
- 在烏克蘭，免費電話的前綴為「0 800」。
- 在羅馬尼亞，前綴是08008為免費電話使用。服務指「Telverde」。
- 在俄羅斯，前綴是樹幹代碼「8」區號「800」，因此叫是（「從2008-2010」）。

#### 中歐
- 在斯洛伐克，免費前綴是「0800」，跟隨由六個數字。
- 在斯洛文尼亞，前綴「080」為免費電話還使用，跟隨由四個數字。
- 在匈牙利，免費電話有「80」前綴。
- 在捷克，免費前綴是「800」。
- 在波蘭，免費電話有以下格式「0800 xxx xxx」。

#### 西歐
- 在法國「0800」前綴為免費電話使用。它們亦被稱为“numéros verts”（綠色号码）。
- 在德國，免費前綴是0800，加7個數字。「0801」前綴已經被預留以後使用。前綴以前是「0130」。Deutsche Telekom叫這些數字「freecall 0800」，多數德國人稱之為「服務數字」（Servicerufnummer）[來源請求]。
- 在希臘，免費電話是800加7個數字或807加4個數字，僅用於phonecard服務。
- 在英國，免費電話有「0500」、「0800」或「0808」，數字是自由的，當「0800」共同地遇到。另外，在範圍0808 80xxxxx的數字為非營利的熱線服務電話是後備的。從橙色英國撥的免費電話號碼的被介紹的充電在2005年12月，所有英國流動網絡對電話現在收費對免費電話號碼，與某些有限的豁免（顯著地Childline）。免費電話號碼是可以從從£15的各種各樣的電信公司被供應每個月或免費與被充電的電話從每minute.[2]免費電話的2個便士通過操作員也是可利用的，雖然主要代替由0800系統-在廣告的一個常見的詞組是「撥100並且請求免費電話<business name>」。
- 在奧地利，免費電話的前綴也是「0800」，跟隨6個數字。
- 在比利時，前綴「0800」為免費電話使用，跟隨5個數字。
- 在希臘，免費電話是800加7個數字或807加4個數字，僅用於phonecard服務。
- 在愛爾蘭，1800-xxxxxx數字是免費電話，當有些分部被預留，例如是的666xxx後備的為警署和的111xxx後備的為被用於的線報告侵害法律或章程，包括保險欺騙和破壞工作場所抽煙的禁令。
- 在義大利，免費電話撥號與「800」或「803」加前綴和共同地指「Numero Verde」（綠色數字）或「Linea Verde」（綠線）。「Numeri Verdi」曾經開始從「1678」和以後從「167」。
- 在西班牙，或數字總是免費的（通常沒有使用800個數字），為撥號網際網路服務和免費撥號網際網路服務使用（在訂閱之下）。並且「1002」，「1004」，「14XX」，「15XX」和「16XX」是自由的和為電信提供者呼叫中心使用。
- 在瑞士，免費前綴是0800;以前它是155。這些數字稱「grüne Nummer/numéro vert/numero verde」（綠色号码）。
- 在荷蘭，前綴「0800」為免費電話使用。叫從行動電話的0800個數字通常是無節目開始的時間。
- 在葡萄牙，前綴是「800」，因此9數字數字是「800 xxx xxx」。它被提到作為「Chamada Gratuita」（免费電話）或作為「Número Verde」（綠色号码）。

#### 北歐
- 在芬蘭，免費前綴是「0800」。
- 在冰島，免費電話是800加4個數字。
- 在丹麥電話數字有八個數字。免費電話全部從「6個進一步數字」開始跟隨的80。
- 在挪威多數電話數字有8個數字（一些例外）。免費電話全部從「5個進一步數字」開始跟隨的800。
- 在瑞典，前綴是「020」或「0200」免費電話的。另外，0800被預留以後使用。

### 美洲
- 在美國和加拿大，他們包括區號800（自1967年），888（自1996以來），877（自1998以來）和866以來（自2000以來）。為未來擴展預留的區號包括：855，844，833，822，880，881，882，883，884，885，886，887和889。
- 在阿根廷，免費電話的前綴是「0800」，跟隨7個數字。
- 在巴西，前綴是「0800」，雖然電話號碼是8個數字，但由7個數字跟隨。
- 在智利，免費前綴是「六位數的數字」跟隨的800。這些數字稱「número 800」（号码800）。這些數字不可能從海外拨打。
- 在哥倫比亞，免費電話的前綴是「018000」。
- 在墨西哥前綴是01-800。
- 在厄瓜多爾，它開始以6數字數字跟隨的1800。有些數字得以進入地方或全國性。從手機的電話由充電這些電話的一些分的操作員只允許「Alegro」。「PORTA」和「movistar」 不允許服務。
- 在多明尼加共和國，它是1-200-xxxx（除區號之外）。

### 非洲
- 在埃及，它開始以（800）跟隨由數字。
- 在南非，跟隨由7個數字使用前綴「0800」。它指「免費」或「0800」編號（南非荷蘭語：tol-vrye）。

### 大洋洲
- 在新西蘭，「0800」或「0508」前綴不同地和可交換地指「自由電話」或「免費」。最初這些「哦八一百」數字由由敵手公司明白（現在TelstraClear）的Telecom NZ和「0508」提供，雖然兩個數字可以由任一家公司現在提供。一些更舊的收費站服務設計制約收費電話（包括對行動電話的長途或電話）也將阻攔電話對這些自由電話號碼，雖然這變得較不共同從20世紀90年代中期。運用免費電話的公司的有限數位不會回應從行動電話s.的號召。其他自由電話服務存在，例如「*555」（「星五五五」），可以從手機撥號報告交通情況和事件危險駕駛。
- 在澳洲，免費電話的前綴是13，跟隨6個數字；或是前綴為1300、1800，跟隨10個數字。

## 外部連結
- ITU's UIFN page（页面存档备份，存于）
- AT&T Area Code Fraud AT&T提到可能的欺詐809號碼。